# Pachycerianthus nobilis
Pachycerianthus nobilis är en korallart som beskrevs av Alfred Cort Haddon och Shackleton 1894. Pachycerianthus nobilis ingår i släktet Pachycerianthus och familjen Cerianthidae. Inga underarter finns listade i Catalogue of Life.